# Investissement socialement responsable
 (juin 2023).
Si vous disposez d'ouvrages ou d'articles de référence ou si vous connaissez des sites web de qualité traitant du thème abordé ici, merci de compléter l'article en donnant les références utiles à sa vérifiabilité et en les liant à la section « Notes et références ».
Pour les articles homonymes, voir ISR.
L’investissement socialement responsable (ISR) est une stratégie d'investissement qui tient compte à la fois de préoccupations de rentabilité et de préoccupations environnementales et sociétales. Son objectif est double en ce qu'il cherche à être rentable tout en s'accordant une mission sociale. L'investissement socialement responsable est ainsi l'application des principes du développement durable aux placements financiers.

## Définitions
L'investissement socialement responsable ne dispose pas d'une définition unique. L'Association française de la gestion financière (AFG) et le Forum pour l'investissement responsable (FIR) écrivent en 2013 que l'ISR est « un placement qui vise à concilier performance économique et impact social et environnemental en finançant les entreprises et les entités publiques qui contribuent au développement durable quel que soit leur secteur d'activité ». L'ISR vise ainsi à influencer le comportement des agents économiques que sont les entreprises.
Le Comité économique et social européen écrit, en 2011, que le concept d'ISR recoupe plus largement l'ensemble des « produits d'épargne (comptes courants, comptes à fort rendement, livrets d'épargne, dépôts structurés) » ainsi que « de[s] produits d'investissement » qui intègrent « dans leur conception des critères environnementaux, sociaux et de bonne gouvernance, sans négliger aucunement les objectifs nécessaires en matière de risques et de rentabilité financière ».
L'ISR se fonde sur plusieurs stratégies d'investissement issues des critères extra-financiers que sont les Critères environnementaux, sociaux et de gouvernance (ESG). Ils peuvent être appliqués pour sélectionner des titres de sociétés via des actions ou des obligations, mais peuvent également concerner les États (obligations souveraines).
L'ISR peut être appliqué à une variété de produits d'investissement, tels que des actions, des obligations, des comptes courants, des livrets d'épargne et des dépôts structurés, pour en maximiser les bénéfices pour l'investisseur et pour la société.
Des progrès sont sans doute encore à faire de la part des banques en matière de transparence non seulement de leurs produits mais aussi sur leurs activités au regard de l'ISR et de leur engagement au titre de la RSE (responsabilité sociale des entreprises) compte tenu des dernières enquêtes de certaines associations de consommateurs dans plusieurs États membres.
L'expérience montre que l'investissement socialement responsable résiste bien dans un contexte de crise financière et économique, et qu'il procure une bonne sécurité des placements.

## Historique

### Premières formes
L'investissement socialement responsable trouve ses racines dans le monde anglo-saxon, dans le mouvement religieux philanthropique des Quakers, au XVIIIe siècle. Ce mouvement était engagé contre l'esclavage, l'activité corsaire et tout acte de violence ; à la fin du XIXe siècle aux États-Unis où des communautés religieuses interdisaient à leurs membres d’investir dans des sociétés d’armes, d’alcool ou de tabac.

### Émergence moderne
Il faut toutefois atteindre 1971 pour que le premier fonds d'investissement socialement responsable soit créé, lorsque deux pasteurs de l’Église méthodiste, Luther Tyson et Jack Corbett, lancent le Pax World Fund pour investir dans les entreprises non liées à l’armement. En France, en 1983, le Comité catholique contre la faim et pour le développement (CCFD) lance avec le Crédit Coopératif le premier fonds commun de placement de partage Faim et développement, dont une partie des revenus est affectée à la création d'entreprises dans le tiers-monde.

### Croissance et développement
Depuis le 27 avril 2006, les Principes pour l’Investissement Responsable (UNPRI) sont désormais consacrés par les Nations unies dans le prolongement du pacte mondial. Ces principes marquent la reconnaissance de l’ISR à l’échelle mondiale. Aujourd'hui, l'initiative compte 1596 signataires à travers le monde représentant près de 60 trillions de dollars d'actifs gérés.
Le développement de l'ISR est lié à la manière dont les investisseurs dans leur ensemble sur un marché financier globalisé appréhendent la donne sociale et environnementale. Les rapports annuels du CERES indiquent clairement depuis 2005 un changement d'attitude de plus en plus net notamment dans le secteur bancaire, véritable "colonne vertébrale" de l'économie mondiale qui prend de plus en plus au sérieux l'impact du changement climatique dans sa gestion des risques.

## Analyse financière ESG
L’investissement responsable a  défini  3 critères principaux d’analyse et de sélection : l’environnement, les critères sociaux et la gouvernance. Ces critères E.S.G. sont devenus les piliers de l’investissement socialement responsable.

### Critère environnemental
Les fonds d'investissement peuvent utiliser le critère environnemental comme critère matériel d'analyse. Ils se basent alors sur le reporting extra-financier de l'entreprise, ou sur des données tierces, pour estimer les émissions de gaz à effet de serre et l'impact sur la biodiversité de l'entreprise.

### Critère du capital social
Le critère du capital social est centré sur une estimation ou sur l'exploitation de données extra-financières de l'entreprise ayant trait au respect des droits de l'Homme, aux relations entretenues par l'entreprise avec les populations autochtones sur les lieux de production et d'exploitation de ressources, etc.

### Critère du capital humain
Le critère du capital humain concerne l'inclusivité et la diversité au sein de l'entreprise, ainsi que son respect du droit du travail.

### Critère du leadership et de la gouvernance
Le critère du leadership et de la gouvernance évalue la qualité du management au sein de l'entreprise, ainsi que de la gestion des accidents et de la sécurité au travail.

### Limites de l'approche ESG
Une récente étude scientifique montre que les fonds d'investissement responsables utilisant une approche ESG ne sont pas mieux notés au niveau des émissions de carbone que l'indice de marché conventionnel MSCI World : 23 % d’un échantillon de 670 fonds ISR domiciliés en Europe ont une empreinte carbone directe supérieure à celle de l’indice de marché conventionnel MSCI World, choisi comme référence.

## Les principales approches ISR

### Best-in-universe
L'approche best-in-universe est une approche qui consiste à sélectionner les entreprises qui ont les meilleures pratiques environnementales, sociales ou de gouvernance en valeur absolue. De loin la plus répandue en France, elle consiste à privilégier les entreprises les mieux notées d'un point de vue extra-financier au sein d'un secteur d'activité.

### Best-in-class
L'approche best-in-class est une approche qui consiste pour un fonds à sélectionner des émetteurs ayant les meilleures pratiques ESG au sein de leur secteur d'activité. Cette stratégie permet une sélection plus fine que la stratégie best-in-universe.

### Engagement
L'engagement est une stratégie par laquelle un fonds d'investissement s'engage activement auprès des actionnaires, voire au sein du conseil d'administration de l'entreprise.

### Exclusion
La stratégie d'exclusion est la première méthode historiquement utilisée par les fonds ISR. L'investisseur décide d'exclure de son portefeuille des secteurs d'activité entiers, tels que le tabac, les armes à feu ou encore la pornographie (exclusion sectorielle). Les fonds peuvent aussi pratiquer une exclusion normative, c'est-à-dire ne plus investir dans des entreprises qui ne respectent pas certaines normes ou conventions internationales.

### Désinvestissement
La stratégie de désinvestissement consiste en un retrait, immédiat ou progressif, des investissements d'un fonds dans une entreprise qui ne correspond pas aux critères ESG.

### Approche thématique
L'approche thématique est une stratégie par laquelle un fonds n'investit que dans des entreprises travaillant dans un secteur donné, ou favorisant certaines pratiques. Les investissements seront ainsi concentrés dans des entreprises actives dans les domaines du développement durable tels que les énergies renouvelables, l'eau, le traitement des déchets, la santé, etc.
Cependant, que la thématique soit environnementale ou sociale, les entreprises doivent passer au travers d'un filtre ESG.

### Engagement actionnarial
L'engagement actionnarial est la stratégie qui consiste, pour les investisseurs, à dialoguer avec les entreprises pour exiger une politique de responsabilité sociale plus forte et le cas échéant, à marquer leur opposition par l’exercice des droits de vote en assemblées générales. On parle également dans ce cas d’activisme actionnarial.

### Value integration
La value integration est une stratégie financière par laquelle un fonds d'investissement recalcule la valeur des entreprises en y incluant une valeur supplémentaire (ou en soustrayant de la valeur) sur la base de ses performances ESG. Cela permet de rendre la valeur estimée plus conforme à la valeur réelle de l'entreprise une fois son action environnementale et sociétale prise en compte.

## Les labels responsables
Avec ce nouvel engouement de la part des investisseurs et des acteurs de la finance durable, de nombreux labels ont été créés pour certifier les engagements des sociétés de gestion en matière d’analyse ESG et de stratégie ISR. Parmi les plus répandus, le label ISR est sans aucun doute celui qui a la plus forte notoriété en France et en Europe. D’autres labels gagnent à être connus avec des critères de sélections différents et complémentaires.

### Le Label ISR[17],[18]
Le label ISR a été créé par le Ministère des Finances en 2016 avec pour objectif de rendre plus visible les produits d’investissement socialement responsable. L'appellation ISR est disponible pour les épargnants français ainsi que pour les investisseurs de la plupart des pays européens.
Pour obtenir le prestigieux label ISR, les fonds sélectionnent des entreprises avec un processus strict, mené par des organismes indépendants et portant sur trois domaines différents. Le contrôle permet de prouver que la société a un fort impact dans au moins l’un des critères suivants, communément appelés critères ESG : Environnement, Social, Gouvernance
Le projet de refonte du label ISR proposera un référentiel plus exigeante pour les gestionnaires des fonds, plus lisible pour les épargnants et plus efficace pour accompagner les progrès de la finance vers une économie plus durable.

### Le label Greenfin
Le label Greenfin, comme le label précédent, a été créé par le ministère de la Transition Écologique et Solidaire. Lancé en 2015 au moment de la COP 21, ce label est focalisé sur la mise en avant de la transition écologique. C’est une des raisons pour laquelle, ce label exclut systématiquement toute entreprise dont l’activité est liée aux énergies fossiles et/ou nucléaires.
Contrairement au label ISR qui veut englober toutes les dimensions du développement durable, Greenfin est spécialisé dans seulement un objectif d’amélioration ESG : l’écologie.
Le label Greenfin autorise l'utilisation d'instruments financiers dérivés si elle se limite à des techniques permettant une gestion efficace du portefeuille de titres. Elle ne doit pas avoir pour effet de dénaturer significativement ou durablement la politique d'investissement du fond.
En réalité, les autres critères sont aussi pris en compte, car sont exclus du prisme, les entreprises ayant eu des litiges portant sur l'écologie, les questions sociales ou la gouvernance de l'entreprise. Le label Greenfin est un parfait exemple de la finance verte qui se développe actuellement.
Comme pour le label précédent, les fonds ayant la volonté d'obtenir le statut Greenfin doivent faire appel à un organisme de certification tel que l'AFNOR. Après avoir fourni des informations sur la composition de son portefeuille, le fonds peut commencer la procédure de certification. La première étape consiste à vérifier que le fonds respecte bien les 4 critères fondamentaux du label Greenfin :
- La part verte : respecter le référentiel de huit secteurs d'activités (Energie, Bâtiment, Gestion des déchets, Industrie, Transport, Digital, Agriculture, Adaptation au changement climatique) entrant dans le champ de la transition énergétique et écologique et de la lutte contre le réchauffement climatique.
- Les exclusions : le label Greenfin exclut du périmètre d'investissement certains domaines économiques : énergies fossiles, nucléaire.
- La prise en compte des critères ESG
- L'impact positif sur la transition énergétique et écologique : le fonds candidat doit avoir mis en place un mécanisme de mesure de la contribution effective de ses investissements à la transition énergétique et écologique.
Une fois l’audit terminé, AFNOR Certification établit un rapport d’audit présentant ses conclusions en commentant les éventuels manquements identifiés par rapport aux critères de labellisation. C’est de ce rapport que dépend la décision d’attribution du label Greenfin.

### Le label Finansol[21]
Le label Finansol a été créé en 1997 par l’association Fair afin de faire la promotion de la solidarité dans l’épargne et la finance. Étant un label indépendant, aucun acteur des pouvoirs publics n’est inclus dans le processus de labellisation et d’élaboration du cahier des charges.
Le label Finansol se définit comme étant le label de la finance solidaire. Pour Finansol, l’objectif du label est d’attester qu’un produit d’épargne répond à certains critères de solidarité et de transparence.
Pour respecter les critères de solidarité, les produits d'épargne doivent aider au financement d’entreprises solidaires dont les secteurs d’activités peuvent être liés à l’emploi, au logement ou au soutien de l’activité écologique. A noter qu’au moins 25 % des intérêts sont versés sous forme de dons à des associations.
En ce qui concerne la transparence de l’information, un contrôle est effectué pour vérifier que les épargnants ont accès à toutes les informations concernant leur investissement.

### Le Label Relance
Le label « Relance » permet aux épargnants et investisseurs professionnels d’identifier les organismes de placement collectifs (OPC) apportant une réponse aux besoins de financement des entreprises françaises, cotés ou non, et ainsi de mobiliser l’épargne pour la relance. Le label a été lancé le 19 octobre 2020.
Pour pouvoir prétendre au Label, les fonds d'investissement doivent investir au moins 30% de ses actifs dans des entreprises françaises (majoritairement des PME -ETI).

## Moyen et méthodes

### Construire une grille
Les grilles multi-critères ISR à caractère extra-financier utilisées par les responsables de ces fonds expriment la recherche d’un investissement durable plus porté sur moyen et long terme que sur la spéculation « courtermiste » des fonds spéculatifs (ou hedge funds). Ces grilles contribuent comme la RSE pour les dirigeants d’entreprises à être un facteur de gestion du risque car ils permettent une meilleure visibilité et prévisibilité de l’entreprise.
Hétérogènes dans un marché en croissance, ces grilles varient par secteur et selon la culture et l’expérience de chaque investisseur, institutionnel ou non, grand ou petit. Diverses agences de notation ou rating social spécialisées proposent leur grille et classement pour aider les investisseurs à faire leur choix sur le marché. Ces grilles tendent toutes à traquer les risques spécifiques, parfois sociétaux et les pratiques bonnes ou mauvaises des entreprises visées.
Ces dernières années la "controverse" est un indicateur systématiquement pris en compte par les sociétés de gestion de portefeuille dans la sélection de sociétés. Une analyse plus de la controverse est étudié, notamment concernant les questions liées au droits de l'homme, la pollution et la corruption.
Olivier Marquet de la banque belge Triodos Bank, petite structure financière de près de 1000 collaborateurs, confirme la pro-activité des investisseurs éthiques : « l'investissement durable ne consiste pas uniquement à constituer un portefeuille de placement mais aussi à engager un dialogue avec l'entreprise, à exercer une pression sur elle afin qu'elle mette en œuvre une politique durable ».
La recherche dans le domaine n’en est qu’à ses débuts. Les principaux investisseurs ISR ont décidé de développer la réflexion analytique sur une logique d’investissement qui bouleverse les habitudes en soutenant financièrement une association consacrée à l'EAI ou l’Enhanced Analytic Initiative.
Comme tout débat sur la mesure et le type de thermomètre utilisé, la conviction des observateurs peut se résumer à la formule suivante : « Pas d'ISR performant sans reporting pertinent ». Les termes du débats sont désormais clairement posés et continueront de perdurer tant que la pertinence des indicateurs durables n'aura pas été confortée par des performances également durables malgré un contexte de mutation rapide des modèles économiques et financiers pour bon nombre d'activités et de secteurs.

### Documenter la grille
L’ISR repose avant tout sur les documents produits par les entreprises cibles et par conséquent sur leur rapport annuel de développement durable. En 2005, seuls 25 % des entreprises du SBF 120 ont fait vérifier par tiers expert ces données en tout ou partie. Dans ce dernier cas, on trouve 10 à 20 % d’erreurs ce qui est normal pour des données qualitatives dont la comptabilisation dépend de systèmes réglementaires hétérogènes.
Dans les années à venir, les investisseurs ISR seront sans doute de plus en plus exigeants avec le détail et la fiabilité des données et des indicateurs de suivi. Les tableaux de marche de la réalisation des objectifs proposés par les entreprises seront au centre de cette vigilance.
Les enquêtes voire des tests sur le terrain complémentaires à la revue documentaire devraient également compléter cette vérification des engagements pris.

### Le cas particulier du financement de projet
Concernant plus particulièrement le financement de projet, les Principes de l'Équateur auxquels une partie grandissante des institutions financières adhèrent, constituent un facteur de réduction d’hétérogénéité des approches ISR et favorisent son ancrage concret au cœur des projets.
Les ONG interpellent de plus en plus les banques qui financent des projets qu'elles contestent, des barrages hydrauliques aux centrales nucléaires (Centrale nucléaire bulgare Belène qui oppose la BNP et les Amis de la Terre) .

## À travers le monde

### Europe
Comme l'indique Y. Roudaut (cf. Le Monde, Comment investir utile, 11-12/05/2008), chaque pays privilégie une approche différente. « Entre la vision britannique qui promeut l'activisme actionnarial, l'approche scandinave, accordant une place importante à l'exclusion, l'allemande, privilégiant les fonds verts, et l'attitude plus modérée des Français en matière d'engagement actionnarial, l'ISR, offre de multiples visages ».
Le suivi des valeurs ISR en Europe repose principalement sur deux indices utilisés par les fonds pour mesurer la performance ISR : DJSI Europe Composite et FTSE4Good Europe. Des associations spécialisées comme SAM (Suisse) ou Ethibel (Belgique) enrichissent par leurs propres indices utilement la lecture ISR.
European Sustainable Investment Forum (Eurosif) a lancé un code de transparence pour rendre l'ISR plus accessible aux non-initiés.
Selon les derniers chiffres 2009, l'ISR atteint 1 200 milliards, soit 10 % des encours européens globaux.
Brefs échos des marchés nationaux européens de l'ISR (chiffres 2009 Eurosif, montant des encours des fonds):
- Suède : 1er marché européen de gestion ISR (216,6 milliards € d'encours). Les fonds de pension ont été obligés par le législateur d'intégrer des placements ISR dans leurs portefeuilles.
- Pays-Bas : 2e marché européen de gestion ISR (130,1 milliards € d'encours).
- Royaume-Uni : 3e marché européen de gestion ISR (54,7 milliards € d'encours).
- France : 4e marché européen de gestion ISR (50,7 milliards € d'encours). Fin 2010, le total des encours ISR s'élevait à 68,3 milliards d'euros[27] (Source Novethic).
- Belgique : 5e marché européen de gestion ISR (24,4 milliards € d'encours).
- Espagne : 6e marché européen de gestion ISR (14,7 milliard € d'encours).
- Italie : 7e marché européen de gestion ISR (13,1 milliards € d'encours).
- Allemagne : 8e marché européen de gestion ISR (12,2 milliards € d'encours).
- Autriche : 9e marché européen de gestion ISR (2,1 milliard € d'encours).

### Afrique/ Moyen-Orient
- Afrique du Sud : FTSE et la Bourse sud-africaine (JSE) ont lancé le projet "Philosophie et Critères" en vue d’établir un index d’investissement socialement responsable.
- Maroc : La Wafabank crée un premier fonds de partage en 2000.

### Amériques
- États-Unis : constituent par sa tradition financière le premier marché ISR (176 Md. $ en 2002 selon SIF). Les acteurs économiques ne font pas de différence entre l’investissement solidaire et l’investissement socialement responsable qui est synonyme.
- Canada : second marché en importance (50 Md. $ placés dans des fonds "éthiques", données 2002).

### Asie
L'Asie s'ouvre peu à peu également à cette nouvelle approche ISR et notamment à Singapour, au Japon et en Corée du Sud via le secteur bancaire.

## Débats et critiques
Une étude des Amis de la Terre intitulée « ISR, l'heure du tri » (2010), se montre critique envers les fonds ISR. En analysant la composition des fonds ISR labellisés par Novethic en 2009, ils montrent que, sur 89 fonds, 71 contiennent des actifs d'au moins une des quinze entreprises critiquées par l'ONG pour leurs pratiques sociales et environnementales critiquables, comme TotalEnergies, Orano, Axa, etc. Pour Soisic Rivoalan, rédactrice du rapport, l'appellation « ISR » est totalement illégitime pour une immense majorité des produits d'épargne ainsi nommés par les banques et les assurances elles-mêmes ».